# Lake Harbor
Lake Harbor ist  ein census-designated place (CDP) im Palm Beach County im US-Bundesstaat Florida. Das U.S. Census Bureau hat bei der Volkszählung 2020 eine Einwohnerzahl von 49 ermittelt.

## Geographie
Lake Harbor liegt am Südufer des Okeechobeesees sowie am Beginn des Miami-Kanals und befindet sich rund 80 km westlich von West Palm Beach. Der CDP wird vom U.S. Highway 27 (SR 80) tangiert.

## Geschichte
1947 wurde ein Abzweig der Florida East Coast Railway von Fort Pierce nach Lake Harbor eröffnet.

## Demographische Daten
Laut der Volkszählung 2010 verteilten sich die damaligen 45 Einwohner auf 22 Haushalte. Die Bevölkerungsdichte lag bei 13,2 Einw./km². 73,3 % der Bevölkerung bezeichneten sich als Weiße und 17,8 % als Afroamerikaner. 8,9 % gaben die Angehörigkeit zu einer anderen Ethnie an. 20,0 % der Bevölkerung bestand aus Hispanics oder Latinos.
Im Jahr 2010 lebten in 13,6 % aller Haushalte Kinder unter 18 Jahren sowie 36,4 % aller Haushalte Personen mit mindestens 65 Jahren. 68,2 % der Haushalte waren Familienhaushalte (bestehend aus verheirateten Paaren mit oder ohne Nachkommen bzw. einem Elternteil mit Nachkomme). Die durchschnittliche Größe eines Haushalts lag bei 2,05 Personen und die durchschnittliche Familiengröße bei 2,40 Personen.
13,3 % der Bevölkerung waren jünger als 20 Jahre, 8,8 % waren 20 bis 39 Jahre alt, 33,3 % waren 40 bis 59 Jahre alt und 44,3 % waren mindestens 60 Jahre alt. Das mittlere Alter betrug 57 Jahre. 46,7 % der Bevölkerung waren männlich und 53,3 % weiblich.
Im Jahr 2000 war englisch die Muttersprache von 100 % der Bevölkerung.